# Conseil d'orientation pour l'emploi
Pour les articles homonymes, voir COE.
Le Conseil d'orientation pour l'emploi (COE) est une instance pluraliste d'expertise et de concertation sur le champ de l'emploi. Il est membre du réseau coordonné par France Stratégie.

## Création et composition
Le conseil est créé par un décret d'avril 2005.
La composition du Conseil est précisée par un décret du 25 octobre 2019, modifiant la composition antérieure. Le Conseil comprend 35 membres : douze membres représentants les partenaires sociaux ; cinq  parlementaires (deux députés, deux sénateurs, un représentant du Parlement européen) ; un membre du Conseil économique, social et environnemental ; un représentant de l'Association des maires de France (AMF), un représentant de l'Assemblée des départements de France (ADF), un représentant de l'Association des régions de France (ARF) ; huit représentants des administrations et organismes chargés d'une mission de service public : six personnalités choisies en raison de leur compétence et de leur expérience, nommées par le Premier ministre. Le Premier ministre nomme le président et le vice-président du Conseil d'orientation pour l'emploi parmi ces derniers membres.

## Attributions
Le Conseil d'orientation formule, à partir des études et des analyses disponibles, un diagnostic sur les causes du chômage et établit un bilan du fonctionnement du marché du travail, ainsi que des perspectives à moyen et long terme pour l'emploi;
Il est chargé d'évaluer les dispositifs existants d'aide à l'emploi, aux parcours professionnels et à la formation, en s'appuyant en particulier sur les expériences locales et les réformes menées à l'étranger, notamment dans les différents Etats de l'Union européenne ;
Il formule des propositions afin de lever les obstacles de toute nature à la création d'emplois, d'améliorer le fonctionnement du marché de l'emploi et d'accroître l'efficacité des différents dispositifs d'incitation au retour à l'emploi.

## Travaux
Le Conseil élabore des rapports sur toute question dont il se saisit. Il répond également par des avis à des saisines gouvernementales émanant du Premier ministre ou des ministres chargés du travail et de l’économie. Il publie un rapport annuel.

### Rapports et Avis adoptés
- L'accompagnement vers et dans l'emploi
- Les réformes du marché du travail en Europe : rapport général
- Les réformes du marché du travail en Europe : monographies Allemagne, Autriche, Danemark, Espagne, Irlande, Italie, Pays-Bas, Portugal, Royaume-Uni, Suède
- Impact d'Internet sur le fonctionnement du marché du travail
- Eloignement durable du marché du travail
- Evolution des formes d'emploi
- Emplois durablement vacants et difficultés de recrutement

- Les aides aux entreprises en faveur de l'emploi : évaluation d'ensemble

- Les aides aux entreprises en faveur de l'emploi : évaluation des principaux dispositifs

- Synthèse des analyses et des propositions du COE

- L'emploi et les politiques de l'emploi depuis la crise : une approche internationale

- Rapport sur le chômage de longue durée
- Rapport sur l'emploi dans les TPE
- Diagnostic sur l’emploi des jeunes

- Rapport Illettrisme et Emploi
- Rapport sur les mutations économiques, le reclassement et la revitalisation
- Rapport sur la croissance verte et l’emploi
- Rapport sur la situation économique et l’emploi
- Rapport sur les trajectoires et mobilités professionnelles
- Rapport sur l’orientation scolaire et professionnelle des jeunes
- Avis sur le Revenu de Solidarité Active
- Avis sur la formation professionnelle
- Avis sur les exonérations de cotisations sociales et sur le SMIC
- Rapport sur les causes du chômage
- Rapport sur la sécurisation et la dynamisation des parcours professionnels
- Avis sur l’élargissement de l’assiette des cotisations sociales des employeurs
- Rapport sur les aides publiques
- Automatisation, numérisation et emploi : 3 tomes publiés de janvier à décembre 2017[5].
- Consommation responsable : une opportunité pour l’emploi ?, juin 2018